# دواء أولي

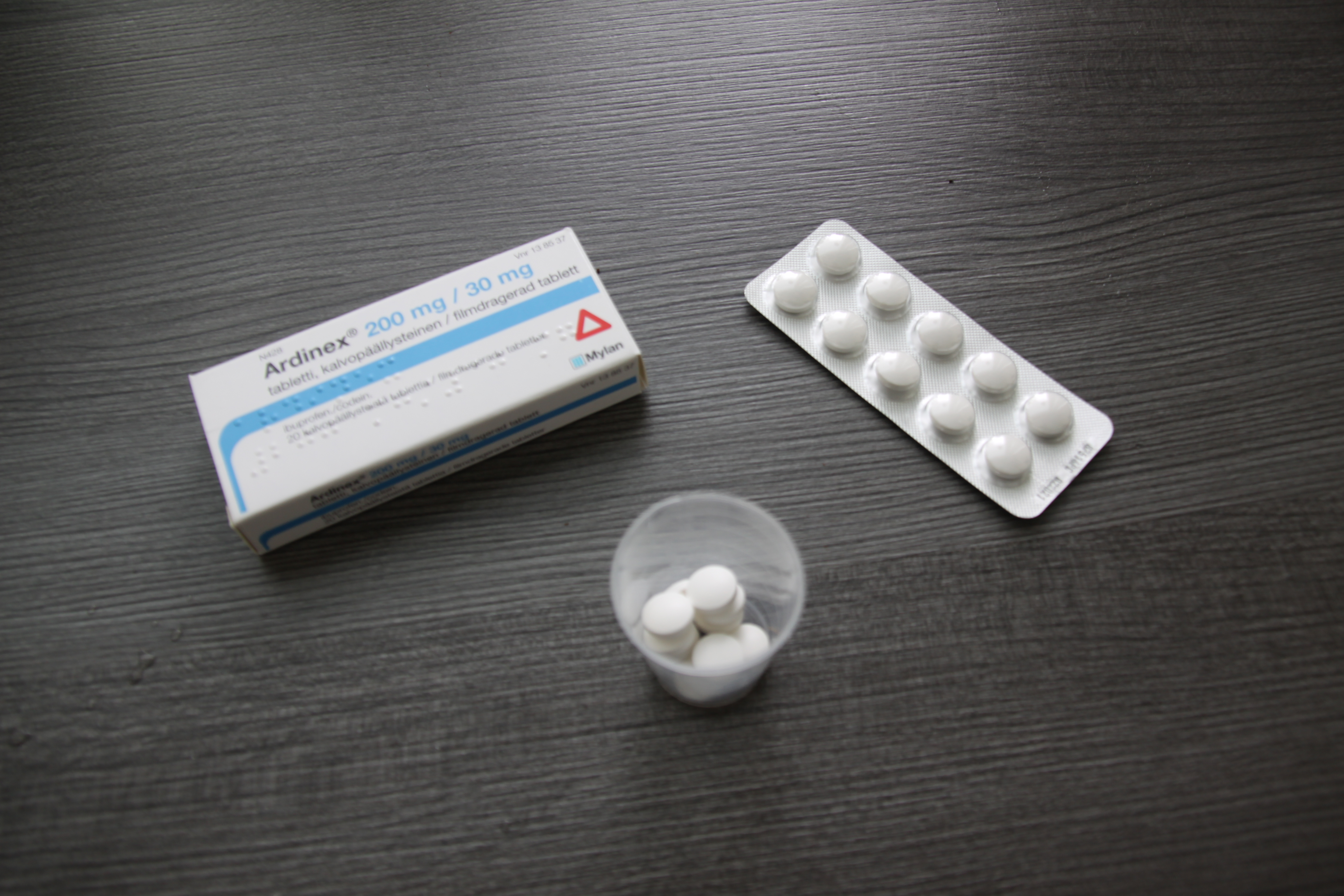

الدواء الأولي (بالإنجليزية: Prodrug)‏ هو دواء أو مركب يُستقلب بعد تناوله (أي يتحول داخل الجسم) إلى دواء فعال حيويًا. الأدوية الأولية غير النشطة هي أدوية غير نشطة حيويًا تُستقلب إلى شكل فعال داخل الجسم. بدلًا من إعطاء الدواء مباشرة، يمكن استخدام دواء أولي عوضًا عنه لتحسين كيفية امتصاص الدواء، وتوزعه، واستقلابه، وإخراجه (إيه دي إم إي).
تُصمم الأدوية الأولية غالبًا لتحسين التوفر الحيوي عندما يكون امتصاص الدواء بحد ذاته عبر القناة الهضمية سيئًا. يمكن استخدام الأدوية الأولية لتحسين كيفية تفاعل الدواء بشكل انتقائي مع الخلايا أو العمليات التي ليست من أهدافه المقصودة. يقلل هذا من الآثار الضارة أو غير المقصودة للدواء، ويُعد مهمًا بشكل خاص في علاجات مثل العلاج الكيميائي، الذي قد يسبب آثارًا جانبية شديدة غير مقصودة وغير مرغوبة.

## نبذة تاريخية
تحتوي العديد من المستخلصات العشبية المستخدمة تاريخيًا في الطب على غليكوسيدات (مشتقات سكرية) العامل الفعال، تُحلل في الأمعاء لإطلاق الجزء اللاسكري الفعال والأكثر توفرًا حيويًا. على سبيل المثال، الساليسن هو بيتا غلوكوزيد، يُشتق بواسطة أنزيمات الإستراز لإطلاق حمض الصفصاف. الأسبرين، أو حمض خلي الصفصافي، الذي صنعه فيليكس هوفمان لأول مرة في شركة باير في عام 1897، وهو دواء أولي صنعي لحمض الصفصاف. ولكن في حالات أخرى، مثل الكودين والمورفين، يُفعَّل الدواء المُعطى إنزيميًا لتشكيل مشتقات سكرية (مورفين-غلوكورونيدات) تكون أكثر فعالية من المركب الأصلي.
الأرسفينامين، وهو أول دواء صناعي مضاد للميكروبات اكتُشف في عام 1909 على يد ساهاتي روهاتا في مختبر باول إرليش، ليس سامًا للبكتيريا حتى يحوله الجسم إلى شكل فعال. وبالمثل، يجب على البرونتوزيل، وهو أول أدوية السلفا (اكتشفه غرهارت دوماك في عام 1932)، أن ينقسم داخل الجسم ليطلق الجزيء الفعال، السلفانيلاميد. منذ ذلك الوقت، عُرفت العديد من الأمثلة الأخرى.
وجب سحب التيرفينادين، وهو أول مضادات الهيستامين غير المركنة، من السوق بسبب وجود خطر ضئيل لإحداثه تأثيرًا جانبيًا خطيرًا. ومع ذلك، اكتُشف التيرفينادين ليكون الدواء الأولي للجزيء الفعال، الفيكسوفينادين، والذي لا يحمل نفس مخاطر المركب الأصلي. لذلك، أمكن وضع الفيكسوفينادين في السوق ليكون بديلًا آمنًا للدواء الأصلي. اللوراتادين، وهو أحد مضادات الهيستامين غير المركنة الأخرى، دواءٌ أولي للديسلوراتادين، وهو المسؤول إلى حد كبير عن التأثيرات المضادة للهيستامين للمركب الأصلي. ومع ذلك، لا يمتلك المركب الأصلي في هذه الحالة الآثار الجانبية المرتبطة بالتيرفينادين، ولذلك يجري حاليًا تسويق كل من اللوراتادين ومستقلبه الفعال الديسلوراتادين.

## التصنيف
يمكن تصنيف الأدوية الأولية إلى نوعين رئيسيين، بناءً على كيفية تحويل الجسم الدواءَ الأولي إلى الشكل الفعال النهائي من الدواء:
- يُفعّل النوع الأول من الأدوية الأولية حيويًا داخل الخلايا (داخل خلوي). من الأمثلة على ذلك النظائر النوكليوزيدية لمضادات الفيروسات التي يجب أن تخضع للفسفرة، والستاتينات الخافضة للدهون.
- يُفعّل النوع الثاني من الأدوية الأولية حيويًا خارج الخلايا (خارج خلوي)، خاصةً في العصارة الهضمية أو في جهاز الدوران في الجسم؛ في الدم على وجه التحديد. من الأمثلة على الأدوية الأولية من النوع الثاني الساليسن (الموصوف أعلاه) وبعض الأدوية الأولية من الإنزيمات المُستهدفِة للأضداد والجينات والفيروسات المُستخدمة في العلاج الكيميائي أو العلاج المناعي.

يمكن مواصلة تصنيف كلا النوعين الرئيسيين إلى أنواع فرعية، بناءً على عوامل مثل (النوع الأول) ما إذا كان موقع التفعيل الحيوي داخل الخلوي هو أيضًا موقع الفعالية العلاجية، أو (النوع الثاني) ما إذا كان التفعيل الحيوي في العصارة المعدية المعوية أو في جهاز الدوران أم لا.